# スクシンアルデヒド
スクシンアルデヒド（英: Succinaldehyde）は代表的なジアルデヒドの一つで、化学式(CH2CHO)2で表される。反応性が高く、通常は水和物や、メタノールと縮合させたアセタールの形で取り扱われる。
トロピノンの前駆体となる。架橋剤としての用途もあるが、グルタルアルデヒドの方が比較的広く利用される。

## 製法
スクシンアルデヒドは、塩素とともにテトラヒドロフランを酸化させたのち、加水分解とアクロレイン誘導体によるヒドロホルミル化により生成される。
3,3-ジエトキシプロピオン酸の電気分解により生じるスクシンアルデヒド=ビスジエチルアセタールを酸で加水分解することによっても得られる。
水溶液中では環化する。メタノール溶液中では、環状アセタールである2,5-ジメトキシテトラヒドロフランとなる。